# Zeppelin ZM 15

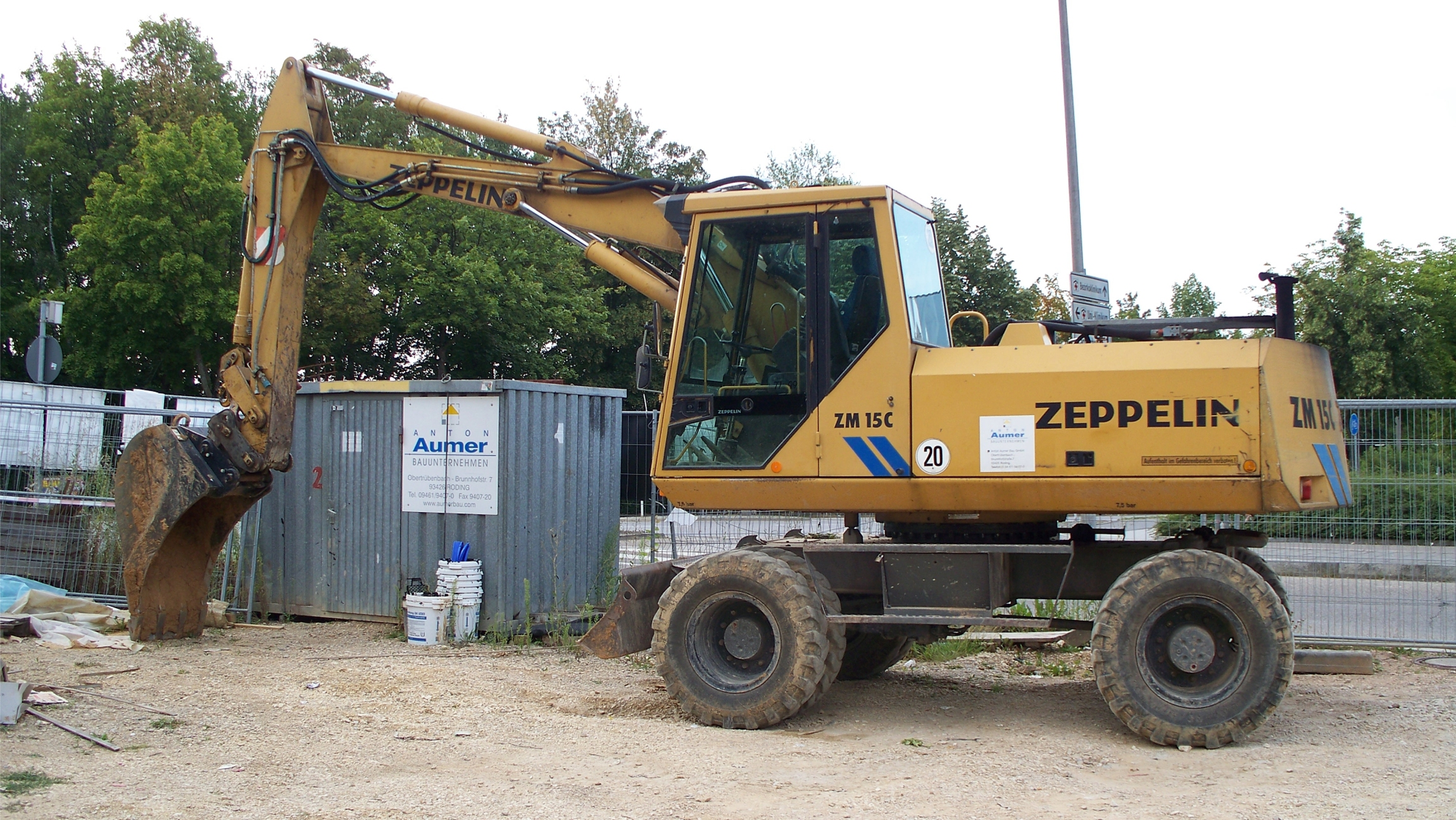
Zeppelin ZM 15 C, neben der typischen Form des Heckgewichts ab 1990 mit der für die Serie markanten Kabine mit gerader Frontscheibe

Zeppelin ZM 15 bezeichnet eine  Serie von Radbaggern, welche einem Joint-Venture der Firmen Sennebogen, Zeppelin und Caterpillar entstammt und von der Sennebogen Maschinenfabrik in den 80er und 90er Jahren gebaut wurde. Nicht selten sind die Bagger auch heute noch bei kleineren Baufirmen zu sehen.
Als Antrieb diente zunächst ein luftgekühlter Fünfzylinder-Dieselmotor von Deutz mit 62,1 kW (84,5 PS). Die Bagger der zweiten Generation etwa ab 1990 wurden von einem Sechszylinder angetrieben.
Daneben gab es die kleineren ZM 12, ZM 13 und den größeren ZM 19, wobei die Bezeichnung auf das Einsatzgewicht hinweist. In der Ausführung mit Kettenlaufwerk wurde der Bagger als Zeppelin ZR 15 bezeichnet.
Der von Sennebogen konzipierte und bei den Baggern dieser Serie verbaute hydraulisch verstellbare Gelenkausleger (GAUH) war eine Innovation, welche heute herstellerübergreifend zum Standard bei Mobilbaggern gehört.